# Federazione di pallamano della Romania
La Federația Română de Handbal è la federazione rumena di pallamano.

È stata fondata nel 1936 ed è affiliata alla International Handball Federation ed alla European Handball Federation.

La federazione assegna ogni anno il titolo di campione di Romania e la coppa nazionale.

Controlla ed organizza l'attività delle squadre nazionali.

La sede amministrativa della federazione è a Bucarest.

## Squadre nazionali
La federazione controlla e gestisce tutte le attività delle squadre nazionali rumene.
- Nazionale di pallamano maschile della Romania
- Nazionale di pallamano femminile della Romania

## Competizioni per club
La federazione annualmente organizza e gestisce le principali competizioni per club del paese.
- Campionato rumeno di pallamano maschile
- Campionato rumeno di pallamano Femminile
- Coppa di Romania di pallamano maschile
- Coppa di Romania di pallamano femminile